# Муса-бей Караманид
Хаджи Суфи Муса-бей (тур. Musa Bey) — правитель бейлика Караманогуллары, существовавшего в XIII—XV веках в Анатолии. Дедом его был основатель бейлика и династии Караман-бей. Муса-бей встречался с Ибн-Баттутой в Каире.

## Биография

Бейлики Малой Азии в 1324 году. * A Трапезундская империя * B Византийская империя (до 1261 Никейская империя) * C Латинская империя * D Киликийская Армения * E Государство сельджуков * 1 Чобаногуллары * 2 Караманогуллары * 3 Инанчогуллары (Ладик) * 4 Сахиб-атаогуллары * 5 Перванеогуллары * 6 Ментешеогуллары * 7 Эшрефогуллары * 8 Джандарогуллары * 9 Карасыогуллары * 11 (жёлтый) Османогуллары * 11 (красный) Гермияногуллары * 12 Хамидогуллары * 13 Саруханогуллары * 14 Айдыногуллары * 15 Текеогуллары

Неизвестно, когда Муса родился. Отцом его был Бедреддин Махмуд-бей, правивший бейликом в 1300—1307/11 годах, бывший сыном Карамана. Первое упоминание Мусы относится к 1311 году, когда он восстановил Ларинду, разрушенную Гайхату, и поселился там. Бедреддин Ибрагим-бей, брат Мусы, будучи беем в Ларинде и Конье имел связи с Арифом-челеби. Поскольку Ариф умер в 1319/20 году, то можно сделать вывод, что в 1319 году (или даже раньше) Муса-бей уступил место бея Ибрагиму.
В первой половина XIV Анатолия состояла из множества бейликов, появившихся при распаде Конийского султаната. При этом правители государства Хулагуидов претендовали на бывшие территории султаната, который был их данником в последние десятилетия своего существования. Назначение Темирташа, сына Чобана, наместником Хулагуидов в Анатолии привело к укреплению монгольского господства в регионе и расширению территорий под монгольской оккупацией. Согласно историку Ахмаду Афлаки, в 1320 году Темирташ взял Конью, находившуюся в руках Караманидов. По сообщению анонимной Сельджук-наме Конья была взята в 1323 году. Караманоглу Муса попал в плен.  Хамидоглу Дюндар-бей бежал в Анталию, был выдан и казнён, а Муса был освобожден. Хотя бейлик Эшрефогуллары был уничтожен Темирташем, с Караманидами он предпочитал дружить. Когда Темирташ бежал в Египет в 1327 году после казни отца, попавшего в немилость, его помощники Эретнагуллары и Сунгур-ага нашли убежище в Ларинде.
В 1328 году Муса-бей был в Мекке. Ибн Баттута встречал в Египте Мусу-бея, который остановился в Каире по дороге в Мекку и из Мекки и путешествовал под защитой мамлюков. Мамлюкский султан Мухаммад I ан-Насир предлагал ему высокий пост, но Муса отказался, сказав, что он не может жить вдали от своего народа и страны. На обратном пути из Мекки на Мусу напали люди Левона V, но Муса спасся благодаря помощи мамлюков. Аль-Умари писал, что, возвращаясь из Мекки, Муса просил мамлюкского султана о фирмане на право владения несколькими городами Киликии. Отношения Караманидов с мамлюкским Египтом всегда были дружественными. Несмотря на полученный фирман, Мусе не удалось захватить эти города. После возвращения он в 1328/29 году снова захватил Конью, крепость Гевели и Бейшехир, использовав смерть Чобана и разлад в государстве Хулагуидов.
В 1332 году арабский историк Ибн Физлуллах писал, что бею Карамана подчиняются (живут на его территории) 750 тысяч человек. Венецианский географ Марино Сануто, побывавший в Киликии в 20 годах XIV века, оценивал армию Караманидов как 30 тысяч воинов. Историк И. Узунчаршилы писал, что в первой половине XIV в. государство Караман имело армию, состоявшую из 25 тысяч кавалерии и 25 тысяч пехоты. Описывая положение дел в армянском государстве, Сануто назвал одним из четырёх хищников, разрывающих его, Караманидов, наравне с мамлюками и хулагуидами.
Помимо вражды с Киликийской Арменией и хулагуидами потомки Карамана сражались между собой. Территория бейлика была разделена между соперничающими членами семьи. Согласно Ибн-Баттуте, в 1333 году Ибрагим (Бадра ад-Дин) был беем в Ларинде: «Сейчас она [Конья] находится на территории Султана Бадра ад-Дина ибн Карамана». Согласно Караман-наме, хронике Караманидов, написанной придворным поэтом Шикари, в 1334/35 году Ибрагим-бей правил в Ларинде, его сын Ахмед-бей правил в Конье, Яхши-хан был правителем в Эрменеке , Халил-бей в Бейшехире. Ибн-Баттута писал, что в Ларинде правил брат Мусы, но был смещён Малик ал-Насиром, а новый бей отправился туда с солдатами. По словам Шикари, в 1333 году вместо Ибрагима мамлюки поставили его брата Халила. Ибрагим оставался в Ларинде, а Халил правил из Коньи, где он восстановил дворец Кей-Кубада. После смерти Халила опять правил Ибрагим, затем его сыновья Ахмед и Шамседдин. Мусой было построено медресе (медресе Толь) в Эрменеке в 1339/40 году. Это говорит, что в эти годы Муса правил в Эрменеке.
В 1352 году Шамседдин был отравлен своим братом Караманом. К этому времени Муса был уже стар, однако улемы избрали его правителем. Шикари писал, что Муса не хотел править и уехал в Мут, где прожил четыре года. Его останки были перевезены из Мута в Эрменек и захоронены.
Нет ясности с датой его смерти. Встречаются утверждения, что Муса умер в январе 1345 года.
Помимо Тол Медресе, Муса построил ещё одну мечеть в деревне Ламас, в Ларинде медресе и имарет, в Муте мектеб.
Есть мнение, что им было построено и не существующее ныне медресе АмирМуса в Ларинде. Однако это маловероятно, поскольку по сообщению Афлаки во времена Ала ад-Дина Кайкубада в Ларинде был губернатор Амир Муса, который известен постройкой медресе для отца Джалаладдина Руми . Более вероятно, что именно этот Амир Муса построил и медресе в Карамане.

## Лакаб

Прорисовка надписи на Тол медресе в Эрменеке

Историки писали, что лакаб Мусы-бея был «Баха аль-Дин» (араб. بهاء الدين‎; великолепие веры), поскольку он был известен своей религиозностью. В начале надписи Тол Медресе Муса в начале второй строки надписи можно легко прочитать слова «Баха-и-и-шиль-ва-эль-Дин Муса». Распространённое использование лакаба «Бурхан аль-Дин» (араб. برھان الدین‎; доказательство веры) по отношению к Мусе-бею пошло от неправильного прочтения этой надписи Халилом Эрдемом (например, Узунчаршилы и Текиндаг). Клейма «Баха» и «Бахаи» на монетах Караманидов относятся к Мусе-бею.

### На русском языке
- Запорожец. Сельджуки. — М.: Воениздат, 2011. — 294 с. — ISBN 5203021252.

### На других языках
- Çiftçioğlu Ismail. Ermenek'te Emir Musa Bey Medresesi (Tol Medrese) ve Vakfiyesi // ilmi Araştırmaları. — İstanbul, 2001. — № 12. — P. 73—82.

- Ibn Battuta. Travels in Asia and Africa: 1325-1354 / H.a.r. Gibb. — London: Broadway House, 1929.
- Ibn Batuta. Voyages: De La Mecque aux steppes russes / Stefanos Yerasimos. — La Découverte, 1982. — 494 с. — ISBN 9782707113030.

- Kaya A.M. Avşar Türkmenleri. — Dadaloğlu Eğitim, Kültür, Sosyal Yardımlaşma ve Dayanışma Derneği, 2004. — 275 с. — ISBN 9755691499.

- Kramers J.H. Karaman-Oghullari (англ.) / In Houtsma, Martijn Theodoor. — Leiden: BRILL, 1927. — Vol. II. — С. 748—752. — (E.J. Brill's first encyclopaedia of Islam, 1913–1936).
- Nersessian S. The Kingdom of Cilician Armenia (англ.) : A History of the Crusades, Volume II: The Later Crusades, 1189-1311. — University of Wisconsin Press, 1969. — Vol. II. — P. 630—660.
- Perk H., Öztürk H. Anadolu Sikke Monografileri 1. — Halûk Perk Müzesi Yayınları, 2007. — P. 81—100. — 234 p. — ISBN 9789944543415.
- Şikari. Karamanname / Metin Sözen; Necdat Sakoğlu. — İstanbul: Lebib Yalkın, 2005. — С. 254. — ISBN 975–585–483–5.
- Sumer F. Karaman-Oghullari (англ.). — Leiden: BRILL, 1997. — Vol. IV. — С. 619—625. — (Encyclopaedia of Islam, New Edition).
- Sumer F. Karamanogullari (тур.) : Islamansiklopedisi. — 1995. — Num. 24. — P. 454—460.
- Uzunçarşılı İsmail Hakkı. Karaman oğulları // Anadolu beylikleri ve Akkoyunlu, Karakoyunlu devletleri. — Türk Tarih Kurumu Basımevi, 1969. — P. 1—38. — 372 p.